# 추드푸드 남걀
추드푸드 남걀(Tshudpud Namgyal, 1785년 ~ 1863년)은 시킴 왕국의 제7대 군주(재위: 1793년 ~ 1863년)이다. 텐징 남걀의 아들이자 시드케옹 남걀의 아버지이다.
| 전임 텐징 남걀 | 제7대 시킴 왕국의 군주 1793년 ~ 1863년 | 후임 시드케옹 남걀 |